# Departamento Valle Viejo
Das Departamento Valle Viejo liegt im Zentrum der Provinz Catamarca im Nordwesten Argentiniens und ist eine der 16 Verwaltungseinheiten der Provinz.
Es grenzt im Norden an die Departamentos Fray Mamerto Esquiú und Paclín, im Osten an die Departamentos El Alto und Ancasti und im Süden und Westen an das Departamento Capayán.
Die Hauptstadt des Departamento ist San Isidro.

## Städte und Gemeinden
Das Departamento Valle Viejo ist in folgende Gemeinden (Municipios) und Siedlungen aufgeteilt:
- Antapoca
- Campo Garriga
- Colonia Jojoba Catamarca
- El Bañado
- El Lindero
- El Portezuelo
- Huaycama
- Huycama
- La Sala
- Las Esquinas
- Las Tejas de Abajo
- Polco
- Pozo El Mistol
- Puesto Los Molinos
- Ruta 13
- Samalao
- Santa Cruz
- Santa Rosa
- Sumalao
- Valle Viejo
- Villa Dolores